# La Foire aux servantes
La Foire aux servantes est une peinture à l'huile réalisée en 1864 par l'artiste Charles-François Marchal. Elle est en dépôt au Musée du Pays de Hanau à Bouxwiller (Bas-Rhin).

## Historique
La Foire au servantes est un tableau peint en 1864 par l'artiste Charles-François Marchal (1825-1877) ; un peintre né à Paris lié à un groupe d'artistes dit de l'école alsacienne. Cette œuvre est une commande officielle passée à l'artiste par l'empereur Napoléon III sous l'entremise de l'écrivain George Sand. Le tableau fut d'abord présenté au Salon de 1864, puis exposé au Musée du Luxembourg. Puis entre 1885 et 1948 au Musée des Beaux-Arts de Nancy. En 1948, le tableau est remis au Musée de Bouxwiller en Pays de Hanau (actuel Musée du Pays de Hanau). Musée de territoire situé au cœur de la ville de Bouxwiller (Bas-Rhin), il présente l’histoire, la culture et l’environnement du Pays de Hanau, dans un magnifique ensemble architectural des 14ème -16ème siècles, inscrit aux Monuments historiques.

## Description
Le tableau représente un moment de la vie économique de Bouxwiller ; au XIXe siècle, chaque 27 décembre se tenait la foire aux servantes (Gsindemärik en alsacien). Cette journée marquait la fin des contrats d'embauche des ouvriers agricoles mais aussi le début des nouvelles embauches pour l'année à venir. La foire aux servantes était une journée festive où les propriétaires pouvaient rencontrer et choisir leurs futurs valets de fermes et servantes.
La scène se déroule dans un Bouxwiller idéalisé. L'artiste a regroupé et amalgamé les principaux édifices en pan de bois de la cité. À gauche figure la fontaine au Lion aujourd'hui disparue mais à l'époque du peintre située devant la Laube (ancienne maison communale). Derrière la fontaine a été représentée la Maison Siegler. Au centre, l'oriel est celui de la Maison Pflüger mais il a été représenté non pas au milieu de la façade comme dans la réalité mais en coin à la manière de celui de la Maison du receveur ecclésiastique. Le pignon qui repose sur des piliers est celui du Kaufhaus, un bâtiment situé sur la place du Marché aux grains.
Le musée de Fécamp conserve deux études pour ce tableau, l'une de la servante du centre dans le groupe de gauche (dédicacée "à Mme Offenbach"), et l'autre du personnage masculin de dos, en gilet rouge (dédicacée "à Théophile Gautier"), inv. FEC.13546 et FEC.13549.